# Тапиа, Ричард
Ричард Тапиа (Richard Alfred Tapia, род. 25 марта 1939, Санта-Моника, Калифорния) — американский учёный-математик и педагог, специалист в области численных методов оптимизации. Университетский профессор Университета Райса, где работает с 1970 года, член Национальной инженерной академии (1992).
Удостоен Национальной научной медали (2011).

## Биография
Родился в семье мексиканских иммигрантов, есть брат-близнец Роберт.
Окончил Калифорнийский университет в Лос-Анджелесе, где получил степени по математике — бакалавра и магистра, а также доктора философии (соотв. 1961, 1966, 1967). В том же 1967 году поступил в штат альма-матер на кафедру математики, затем два года работал в Висконсинском университете.
С 1970 года в Университете Райса, где с 1972 года ассоциированный профессор, а с 1976 года полный профессор, ныне же (с 2005) один из немногих его за всю историю Университетских профессоров; в 1978—1983 гг. завкафедрой.
Одновременно состоит адъюнкт-профессором Хьюстонского университета.
Подготовил не менее тридцати PhD-студентов.
С 1996 по 2002 год входил в Национальный научный совет.
Р. Тапиа стал первым латиноамериканцем, избранным в Национальную инженерную академию США.
Член Американской академии искусств и наук (2013) и Texas Academy of Science, Engineering and Medicine (TASEM) (2004).
Фелло AAAS (2012) и Общества промышленной и прикладной математики (2009).
Автор более ста научных работ и двух книг.
Женат с 1959 года, двое детей.

## Награды и отличия
- Presidential Award for Excellence in Science, Mathematics, and Engineering Mentoring[англ.], Белый дом (1996, первый удостоенный)
- Lifetime Mentor Award Американской ассоциации содействия развитию науки (1997)
- Distinguished Scientist Award, Society for the Advancement of Chicanos and Native Americans in Science[англ.] (2000)
- Введен в Техасский научный зал славы (2002)[5]
- AMS Distinguished Public Service Award[англ.] (2004)
- Общества промышленной и прикладной математики (SIAM[англ.]) Prize for Distinguished Service to the Profession (2004)
- Math and Science Hispanic Heritage Award, Hispanic Heritage Foundation[англ.] (2009)[4]
- Национальная научная медаль (2011)[6]
- Vannevar Bush Award Национального научного совета (2014)
- AAAS Public Engagement with Science Award (2016)[7]

Почётный доктор Colorado School of Mines (2003), Университета Карнеги — Меллона (2004), Claremont Graduate University (2008), Университета Невады в Рино (2010), Род-Айлендского университета (2016), Harvey Mudd College (2017).